# عبد الهادي صباغ
عبد الهادي صباغ (8 مايو 1950 -)، ممثل سوري. ولد في مدينة دمشق، متزوج ولديه ابن يدعى طارق الذي حذا حذو أبيه في التمثيل، وبنت تدعى شام شاركت في مسلسل موعد مع الغروب عام 1996. انتسب لنقابة الفنانين السوريين عام 1970.

## أعماله

### المسلسلات
- أيام الهم (إنتاج وتمثيل).[2]
- حصاد السنين (1985)
- دائرة النار.
- أيام لا تنسى 2016
- غضب الصحراء.
- قانون ولكن.
- الشمس تشرق من جديد.
- آخر الفرسان.
- عز الدين القسام.
- البحث عن صلاح الدين.
- عمر الخيام.
- الظاهر بيبرس.
- ظل امرأة.
- أهل الراية.
- الوصية.
- جلد الأفعى
- جرن الشاويش.
- نساء صغيرات.
- أسرار المدينة.
- دعاة على أبواب جهنم.
- تخت شرقي.
- صراع الزمن.
- فارس في المدينة،
- كوم الحجر.
- أيام الغضب.
- خان الحرير.
- رجال تحت الطربوش،
- يوم ممطر آخر.
- الولادة من الخاصرة.
- الولادة من الخاصرة 2.
- الولادة من الخاصرة 3.
- باب الحارة 8
- باب الحارة 9
- زمن البرغوت
- الاخوة
- غدا نلتقي.
- الطواريد 2016
- علاقات خاصة
- لست جارية (مسلسل) 2017
- مرايا 84
- الحرملك 2019
- بروكار 2020
- سوق الحرير 2020
- الساحر (مسلسل 2020)
- الوجه والمرآة
- الغول
- حارة القبة الجزء الأول 2021
- حارة القبة الجزء الثاني 2022
- رجال تحت الطربوش
- رجال و نساء
- أيامنا الحلوة
- مسلسل حروب عائلية

### مسرحيات
- غربة

### من الأفلام
- حبيبتي يا حب التوت.

## روابط خارجية
- عبد الهادي الصباغ على موقع قاعدة بيانات الأفلام العربية